# Hästtjärnen (Holms socken, Medelpad)
Hästtjärnen är en sjö i Sundsvalls kommun i Medelpad och ingår i Ljungans huvudavrinningsområde. Sjön har en area på 0,0615 kvadratkilometer och ligger 333,2 meter över havet.

## Delavrinningsområde
Hästtjärnen ingår i det delavrinningsområde (696022-153286) som SMHI kallar för Utloppet av Stor-Stensjön. Medelhöjden är 360 meter över havet och ytan är 14,7 kvadratkilometer. Det finns inga avrinningsområden uppströms utan avrinningsområdet är högsta punkten. Eldförbäcken som avvattnar avrinningsområdet har biflödesordning 5, vilket innebär att vattnet flödar genom totalt 5 vattendrag innan det når havet efter 123 kilometer. Avrinningsområdet består mestadels av skog (89 procent). Avrinningsområdet har 0,61 kvadratkilometer vattenytor vilket ger det en sjöprocent på 4,2 procent.